# Christian Mortensen
Christian Mortensen, ursprungligen Thomas Peter Thorvald Kristian Ferdinand Mortensen, född 16 augusti 1882 i Skårup på ön Fyn i Danmark, död 25 april 1998 i San Rafael, Marin County i Kalifornien, var en danskamerikan som blev 115 år och 252 dagar gammal, och den näst äldsta mannen i historien efter japanen Jiroemon Kimura, såväl som näst äldsta europeiskfödda personen någonsin efter fransyskan Jeanne Calment. 
Mortensen är förste mannen som blev minst 114 år samt ende man före Emiliano Mercado del Toro som blev 115 år gammal. Han var den äldsta mannen i historien till och med 27 december 2012 då hans åldersrekord slogs av japanen Jiroemon Kimura.
Mortensen var i nio dagar före sin död, efter den 117 år och 230 dagar gamla kanadensiskan Marie-Louise Meilleurs död 16 april 1998, den näst äldsta levande människan, efter amerikanskan Sarah Knauss (som var 26 dagar yngre än Meilleur).

## Biografi
Mortensen föddes den 16 augusti 1882 i Skårup som son i en skräddarfamilj. Han döptes den 26 december 1882 i Fruerings kyrka. Som 16-åring började han arbeta som skräddare och senare arbetade han som dräng.

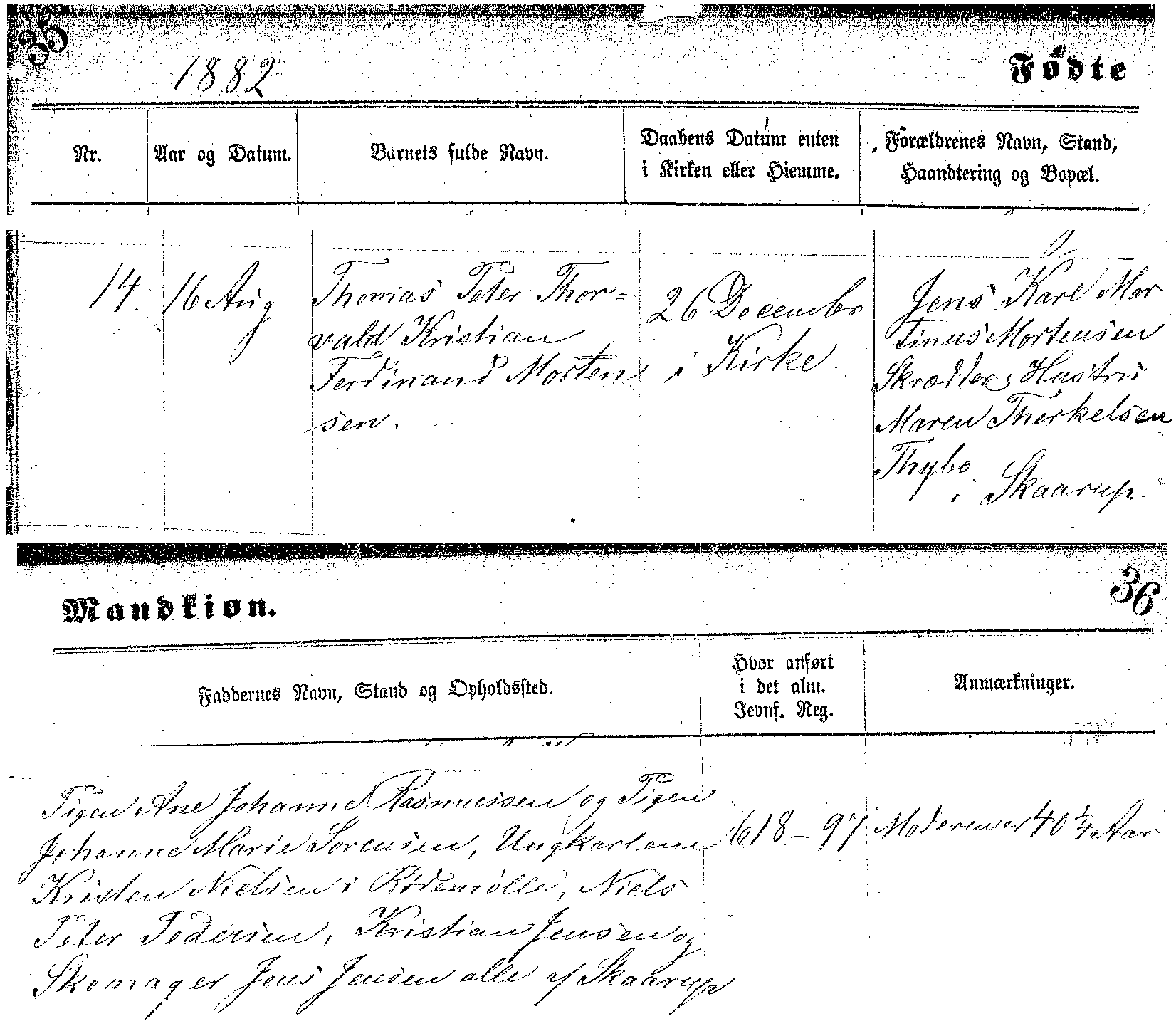
Christian Mortensens födelseattest.

Vid 21 års ålder emigrerade han till Kalifornien, USA. Han arbetade bland annat som skräddare, cowboy, mjölkbud och båtbyggare. Han var gift under en kortare period men fick inga barn och gifte aldrig om sig efter att ha separerat från sin fru.